# 4K-Beton
4K-Beton A/S, oprindeligt Københavns Kul & Koks Kompagni A/S, var en dansk betonfabrik, der i 2005 fusionerede med Unicon A/S, hvor dets aktiviteter er videreført. Oprindeligt var firmaet en kulimportør. Firmaet havde hovedsæde i Kolding.
4K står for Københavns Kul & Koks Kompagni, der blev stiftet i København 1909 af købmand og skibsreder Albert Jensen sammen med H.J.O. Kirschner, V.J.A. Müller og M.E.H. Møller. K.K.K.K. satsede på salg af kul og koks til kunder i primært hovedstaden. Snart efter opstarten opkøbte eller etablerede selskabet firmaer i flere danske byer, og i løbet af ganske få år blev det landsdækkende. Virksomheden havde bl.a. kuloplag på Islands Brygge på kajen Islands Brygge 22, hvor Havneparken nu ligger. Dets nu nedrevne bygninger her var tegnet af Valdemar Sander, der i årene 1911-44 udbyggede anlægget.
Selskabet var også et rederi, og under 2 verdenskrig transporterede to af firmaets skibe malm for Nazityskland.
I 1950 bestod direktionen af Immanuel Strand (1891-) og F.R. Riis (1896-).
I efterkrigstiden var brugen af kul vigende, og fra 1967 blev virksomheden lagt om til i stedet at producere beton.
Inden fusionen var 4K-Beton Danmarks næststørste producent af færdigblandet beton. 4K-Beton havde da 20 produktionssteder i Danmark, ca. 200 medarbejdere og producerede mere end 500.000 kubikmeter fabriksbeton årligt, hvoraf ca. 15% udgjordes af SCC beton.
4K-Beton indgik inden fusionen i den engelske koncern Ready Mixed Concrete p.l.c., der med en samlet årlig omsætning på 50 milliarder kroner, mere end 1300 fabrikker og 30.000 medarbejdere er verdens største producent af færdigblandet beton og andre byggematerialer.